# Pontarachna hoffmannae
Pontarachna hoffmannae is een mijtensoort uit de familie van de Pontarachnidae. De wetenschappelijke naam van de soort is voor het eerst geldig gepubliceerd in 1996 door Cook.